# Râul Fieru (Cojoci)
Râul Fieru este un curs de apă, afluent al râului Bistrița. 